# David Boudia
David Alasdair Boudia (Abilene, 24 aprile 1989) è un tuffatore statunitense.

## Biografia

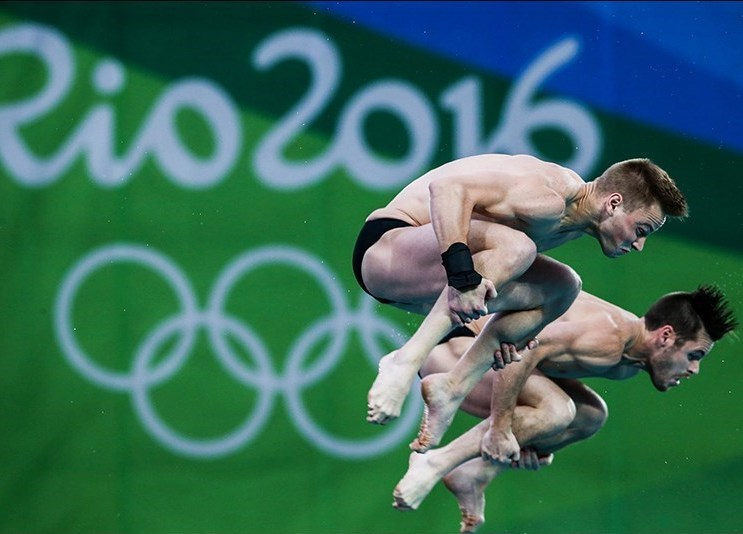
David Boudia e Steele Johnson ai Giochi olimpici di Rio 2016.

Nel 2007 ha partecipato con i colori della nazionale statunitense ai mondiali di nuoto di Melbourne e ha vinto la medaglia di bronzo nei tuffi sincronizzati dalla piattaforma 10 metri con il compagno Thomas Finchum. I due con 463,56 punti hanno chiuso alle spalle della coppia cinese composta da Huo Liang e Lin Yue e a soli 3,60 punti dai russi Dmitry Dobroskok e Gleb Sergeevič Gal'perin.
Ai XV Giochi Panamericani di Rio de Janeiro, sempre dalla piattaforma 10 m ha vinto la medaglia d'oro. Con Finchum, ha preceduto i cubani José Antonio Guerra ed Erick Fornaris Álvarez.
Nel 2008 alle Olimpiadi di Pechino ha gareggiato dalla piattaforma 10 m sia nei tuffi sincronizzati che nell'individuale.
Nel sincro, dopo una gara molto equilibrata condotta con Finchum, ha ottenuto 440,64 punti che gli hanno valso il quinto posto dietro a Cina (468,18), Germania (450,42), Russia (445,26) e Australia (444,84). La medaglia di bronzo, finita ai russi Gleb Galperin e Dmitriy Dobroskok, è sfuggita di soli 4,62 punti.
Nel concorso individuale ha nutrito la speranza di una possibile medaglia olimpica nei tuffi per gli Stati Uniti d'America. È stato infatti dapprima promosso al secondo turno con il sesto punteggio assoluto ed in semifinale ha raggiunto addirittura il quinto posto davanti ai più quotati Rommel Pacheco, José Antonio Guerra e Mathew Helm. In finale ha però condotto una pessima gara, chiudendo con 441,45 punti al decimo posto, con quasi 100 punti di distacco dal vincitore, l'australiano Matthew Mitcham.
Ai Campionati mondiali di nuoto di Shanghai 2011, in coppia con Nick McCrory, ha gareggiato nella piattaforma 10 metri maschile. Nel turno eliminatorio ha ottenuto il secondo posto. In finale, dopo aver compiuto un grave errore nella quinta serie di tuffi, si è classificato al quinto posto. Ha conquistato la medaglia d'argento nel corcorso individuale della piattaforma da 10 metri.
È allenato da Adam Soldati dal 2008. La sorella Shauni Boudia è una calciatrice.
Nel 2016 ha scritto un'autobiografia dal titolo Greater Than Gold: From Olympic Heartbreak to Ultimate Redemption pubblicata per l'editore Thomas Nelson Inc.

## Palmarès
- Giochi olimpici

Londra 2012: oro nella piattaforma 10m e bronzo nel sincro 10m.
Rio de Janeiro 2016: argento nel sincro 10m e bronzo nella piattaforma 10m.
- Mondiali

Melbourne 2007: bronzo nel sincro 10m.
Roma 2009: argento nel sincro 10m.
Shanghai 2011: argento nella piattaforma 10m.
Barcellona 2013: argento nella piattaforma 10m.
Kazan 2015: argento nella piattaforma 10m.
- Giochi panamericani

Rio de Janeiro 2007: oro nel sincro 10m.
- Vincitore della Coppa del Mondo del team event nel 2010

## Pubblicazioni
- David Boudia, Greater Than Gold: From Olympic Heartbreak to Ultimate Redemption, Thomas Nelson Inc, 2016, ISBN 0718077415, ISBN 978-0718077419.